# Z-трансформација
Z-трансформација је дискретни еквавилент Лапласове трансформације.

## Историјат
Док је Лапласова трансформација откривена крајем XVIII века, тачније 1799. године, Z-трансформација је уведена средином XX века, а своју примену у теорији дискретних сигнала и система нашла је крајем 50-их и почетком 60-их година прошлог века, чему су допринели радови Рагазинија, Ципкина, Френклина, Задеа и Џарија.

## Примена
За разлику од Лапласове трансформације која се примењује на временски континуалне сигнале f(t), Z-трансформација се примењује на временски дискретне сигнале f(kT), где је Т пероид одабирања (одмеравање или семпловање) а  је дискретан временски тренутак, при чему k = 0, ±1, ±2, ... означава цео број који представља индекс дискретног тренутка времена . Временски дискретан сигнал f(kT) обично се добија униформним одабирањем (одмеравањем или семпловањем) континуалног сигнала f(t) сваких Т секунди, мада постоје и случајеви где је сигнал по својој природи временски дискретан и представљен само преко својих одабирака . Због једноставности означавања, чак и кад се представља временски-дискретан сигнал f(kT), који је генерисан семпловањем временски континуалног сигнала f(t) са периодом семпловања (одабирања, одмеравања) Т, уобичајно је да се Т не означава, те да се f(kT) престави такође са , где је k индекс времена који одговара тренутку одабирања (семпловања или дискретизације) .